# Plesiorutela specularis
Plesiorutela specularis är en skalbaggsart som beskrevs av Bates 1888. Plesiorutela specularis ingår i släktet Plesiorutela och familjen Rutelidae. Inga underarter finns listade i Catalogue of Life.